# Nicola Testi
Pour les articles homonymes, voir Testi.
Nicola Testi, né le 29 avril 1990 à Castiglion Fiorentino, est un coureur cycliste italien.

## Palmarès
- 2008
  - Trofeo San Rocco
- 2010
  - Gran Premio Sportivi Chiassa Superiore
- 2012
  - Gran Premio La Torre
  - Classica di Colbuccaro
  - 3e du Grand Prix de la ville d'Empoli

## Classements mondiaux
| Année           | 2012 |
| --------------- | ---- |
| UCI Europe Tour | 555e |